# جبال إيران
جبال إيران هي سلسلة من الجبال في جزيرة بورنيو، تقع على الحدود بين إندونيسيا وماليزيا.